# 長安寺 (都留市)
長安寺（ちょうあんじ）は、山梨県都留市にある浄土宗の寺院。

## 歴史
1585年（天正13年）、鳥居元忠の開基である。元忠は1582年（天正13年）に旧小山田氏領だった当地の領主となり、浄土宗の高僧だった感貞生誉のため、小山田氏の旧別荘に寺を創建することになった。
後に元忠の主君である徳川家康が当寺を訪問したが、感貞生誉は病のため、面会はできなかった。家康は茶が入った茶壺を当寺に下賜した。
当寺の観音堂には、秘仏の聖観世音菩薩像がある。武田信玄の念持仏といわれており、毎年5月20日に開帳されることになっている。

## 文化財

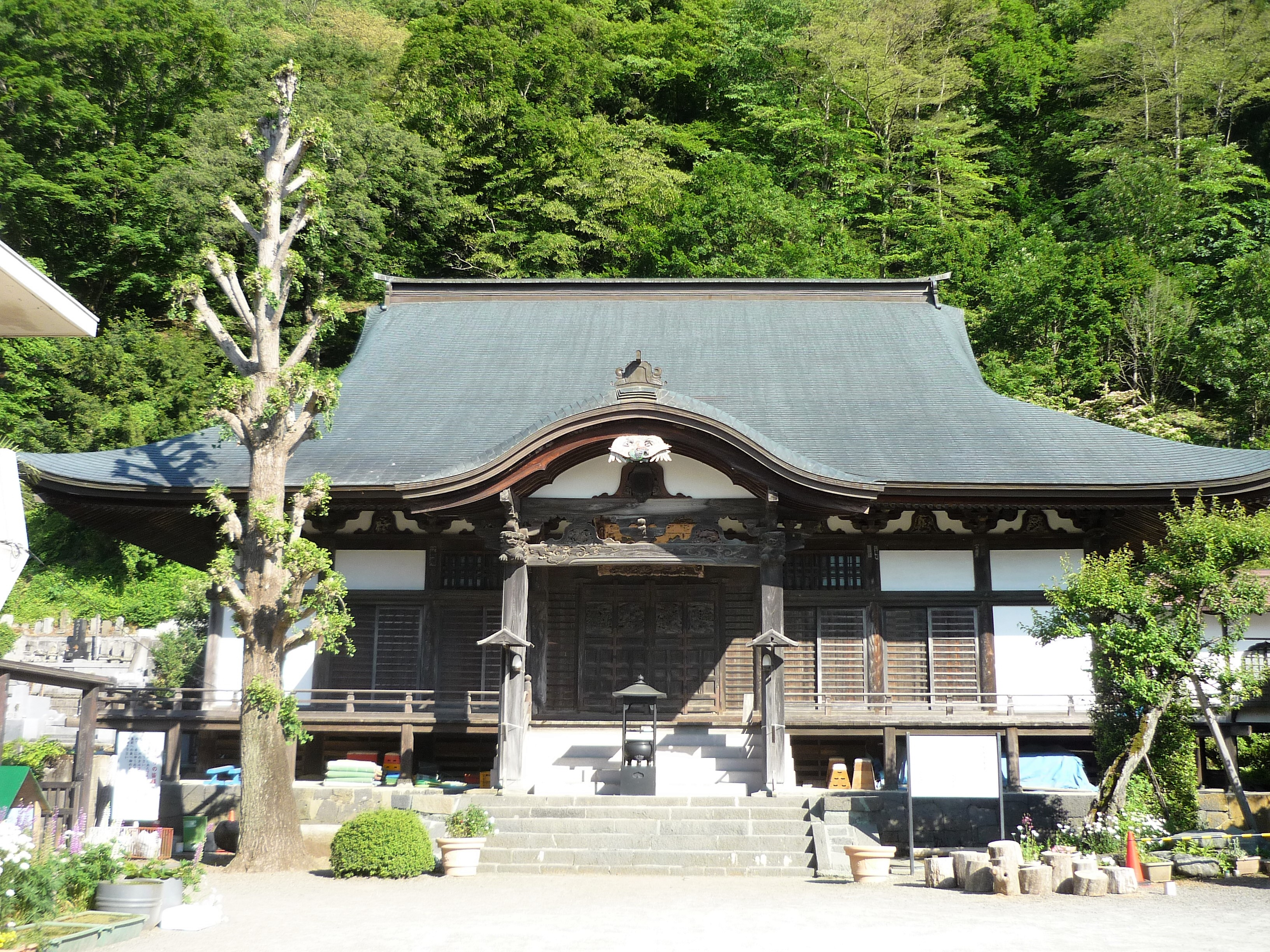
長安寺本堂

- 長安寺本堂 附板札1枚、経石2個（山梨県指定有形文化財 平成2年12月20日指定）[4]

## 交通アクセス
- 谷村町駅より徒歩4分。